# Kocierz (Wzgórza Trzebnickie)
Kocierz – wzgórze, wzniesienie, położone w obrębie Wzgórz Trzebnickich, w mikroregionie Wzgórz Skrzypińskich. Wierzchołek znajduje się w gminie Wołów, w obrębie ewidencyjnym wsi Proszkowa. Położony jest na wysokości bezwzględnej wynoszącej 172 m n.p.m.

## Położenie i otoczenie
Kocierz jest jednym ze wzniesień Wzgórz Trzebnickich, będących mezoregionem o identyfikatorze 318.44 (według regionalizacji fizycznogeograficznej opracowanej przez Jerzego Kondrackiego), należących do Wału Trzebnickiego (makroregion o indeksie 318.4). W ramach tych Wzgórz Trzebnickich wyróżnia się także mikroregion, obejmujący Kocierz – Wzgórza Skrzypińskie (mikroregion o indeksie 318.443). Wzniesienie to leży w południowej części wymienionego mikroregionu. Pod względem regionalizacji przyrodniczo-leśnej wzgórze położone jest w mezoregionie Wzgórz Trzebnicko-Ostrzeszowskich. Ponadto warto zaznaczyć, iż obszar ten leży w granicach Parku Krajobrazowego Dolina Jezierzycy.
Wzniesienie otoczone jest Wzgórzami Skprzypińskimi, a w ich ramach najbliższymi wzniesieniami są: na zachód i północ – Smolno, Czubatka, Siodłkowicka Góra i Piaskowiec, na północny-wschód i wschód Brzeźnik, Kraniec i Swojno, na południe – Godzięcińska Górka.
Natomiast pod względem podziału administracyjnego wzniesienie jest położone na terenie gminy Wołów (w obrębie ewidencyjnym Proszkowa). Gmina ta przynależy do powiatu wołowskiego w województwie dolnośląskim.

## Charakterystyka
Przyjmuje się, że najwyższy punkt wzgórza Kocierz osiąga wysokość bezwzględną wynoszącą 172 m n.p.m.. I taka wysokość wzniesienia ujęta jest w rozporządzeniu Prezesa Rady Ministrów z 1954 r. określające jego nazwę. Niemiecka, przedwojenna mapa z ówczesną nazwą wzniesienia, pokazuje nico inną, podaną z większą dokładnością, wartość koty wierzchołka na poziomie 172,3 m n.p.m.. Także w niektórych współczesnych opracowaniach, serwisach internetowych czy mapach podawana jest wysokość bezwzględna wierzchołka na poziomie 172 m n.p.m..
Teren wokół wierzchołka wzniesienia pokryty jest lasem, ale na północny wschód od niego las kończy się, a za to rozpościerają się użytki rolne i wzmiankowana wyżej wieś Proszkowa. Okoliczne lasy podlegają nadleśnictwu Wołów, leśnictwu Garwół. Jest to las gospodarczy, pod względem typu siedliskowego lasu określany jako bór mieszany świeży. Wiek drzewostanu na styczeń 2025 r. to 31 lat. Dominuje sosna zwyczajna i modrzew europejski, ale występują także taki gatunki jak: brzoza brodawkowata, dąb czerwony oraz inne odmiany dębów, świerk pospolity i buk pospolity.

## Nazwa
Nazwa własna – Kocierz – jest nazwą urzędową. Została ustalona i ujęta w państwowym rejestrze nazw geograficznych na podstawie Zarządzenia nr 70 z dnia 30 marca 1954 r. wydanego przez Prezesa Rady Ministrów (Monitor Polski z 1954 nr 38, poz. 516). Odnosi się ona do ukształtowania terenu należącego do rodzaju wzgórza, wzniesienia. W rejestrze tym przypisano jej identyfikator: PRNG – 205714, identyfikator IIP – PL.PZGiK.320.NGRP.205714. Podaje on następujące współrzędne geograficzne punktu głównego masywu: szerokość geograficzna – 51°22'31" N, długość geograficzna – 16°45'21" E. W rejestrze tym jest ważna od 6.03.2015 r..
W czasie przynależności tego obszaru do Niemiec wzniesienie nosiło nazwę w języku niemieckim – Haasen Berg.